# 枳×宜昌橙
枳×宜昌橙（学名：Poncirus trifoliata×Citrus），为芸香科枳属下的一个杂交种。